# Kajkavisch

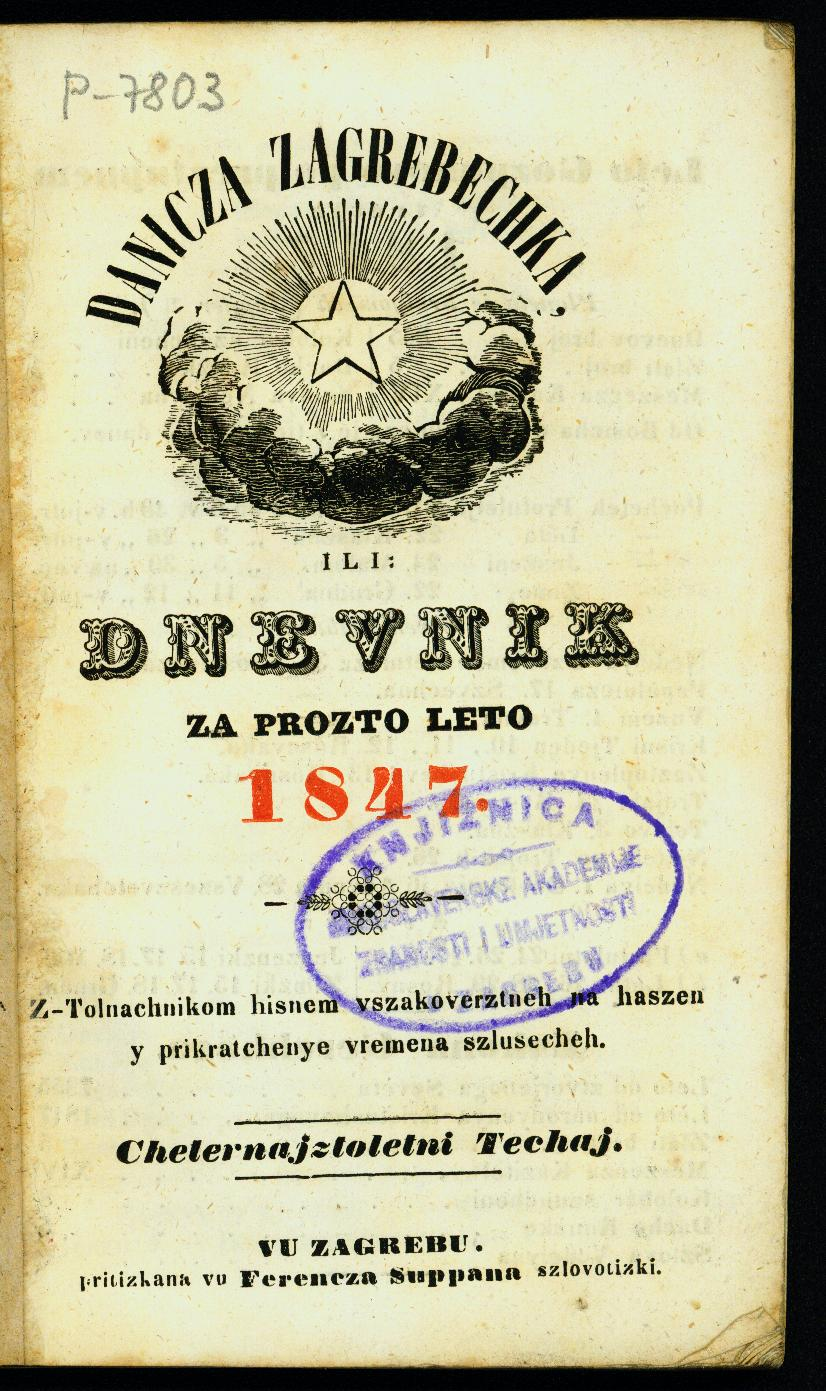
Danicza zagrebechka (1847); Kajkavischer Kalender

Das Kajkavische [ˈkajkaːʋiʃ] (kroatisch kajkavski, kajkavština) ist eine westsüdslawische Dialektgruppe, die vor allem im Nordwesten Kroatiens gesprochen wird, von der Gegend um Zagreb nordwärts bis über die Drau. Wie das Čakavische Dalmatiens und im Gegensatz zum Štokavischen ist das Kajkavische ausschließlich in Kroatien in Gebrauch und – mit Ausnahme der wenigen kajkavischen Varietäten des Burgenlandes, wo die burgenlandkroatische Schriftsprache verwendet wird – vollständig von der kroatischen Standardsprache überdacht. Die kajkavischen Mundarten werden im Norden des Landes gesprochen; auch die Hauptstadt Zagreb liegt im Sprachgebiet, was dem Dialekt ein gewisses Prestige verleiht.
Zwischen dem Kajkavischen und den benachbarten slowenischen Mundarten besteht ein Dialektkontinuum, sodass Mundarten im grenznahen Raum benachbarten Mundarten auf der jeweils anderen Seite der Grenze oft ähnlicher sind als weiter entfernten auf der eigenen Seite; die Staatsgrenze ist lediglich auf der Standard-Ebene auch eine Sprachgrenze. Die Bezeichnung Kajkavisch rührt von dem in den Mundarten dieser Dialektgruppe ebenso wie im Slowenischen gebräuchlichen Fragewort kaj (deutsch was) her – im Unterschied zum čakavischen ča und zum štokavischen što/šta. Die kajkavischen Dialekte sind diejenigen von allen kroatischen Dialekten, die sich am stärksten von der auf dem Štokavischen basierenden Standardsprache unterscheiden. Sie sind deshalb für Sprecher, die nur die Standardsprache beherrschen, oftmals schwer zu verstehen.
Bis ins 19. Jahrhundert gab es parallele Bemühungen um die Standardisierung der kajkavischen und neuštokavischen Dialekte in Kroatien. Mit dem Wiener Abkommen von 1850, in dem sich slowenische, kroatische und serbische Sprachwissenschaftler und -politiker auf eine gemeinsame – štokavische – Dialektbasis für eine zu schaffende südslawische Standardsprache einigten, geriet die Standardisierung des Kajkavischen jedoch ins Stocken.

## Kennzeichnende Merkmale
Das Kajkavische unterscheidet sich, abgesehen von dem namengebenden Fragewort, durch eine Reihe charakteristischer phonologischer und morphologisch-syntaktischer Merkmale von den übrigen kroatischen und serbischen Varietäten. Das Kajkavische zeichnet sich, ähnlich wie das Slowenische, durch eine deutlich geringere Vokalisierung des Buchstaben L aus (Bsp.: männliches Partizip Perfekt von biti: bil anstelle von bio).
Ein auffallendes morphosyntaktisches Unterscheidungsmerkmal ist die Bildung des Futurs im Kajkavischen. Anstelle der Bildung mit „ću“, „ćeš“, „će“ etc. in Verbindung mit Supinum bzw. Infinitiv verwenden die Sprecher des Kajkavischen „bum“, „buš“, „bu“ etc. (oder „budem“, …) in Verbindung mit dem Partizip Perfekt Aktiv auf -l, was der Futurbildung im Slowenischen entspricht.
- Ein Beispiel für „Ich werde dir das zeigen“:

Kajkavisch „Bum ti pokazal“ (oder „... pokazao“; slowenisch „Bom ti pokazal“) statt standardkroatisch „Pokazat ću ti“
Außerdem wird im Kajkavischen das Futur (statt der einfachen Präsens-Form) für die nahe Zukunft viel häufiger verwendet als in der kroatischen Standardsprache.

## Sprachgebiet

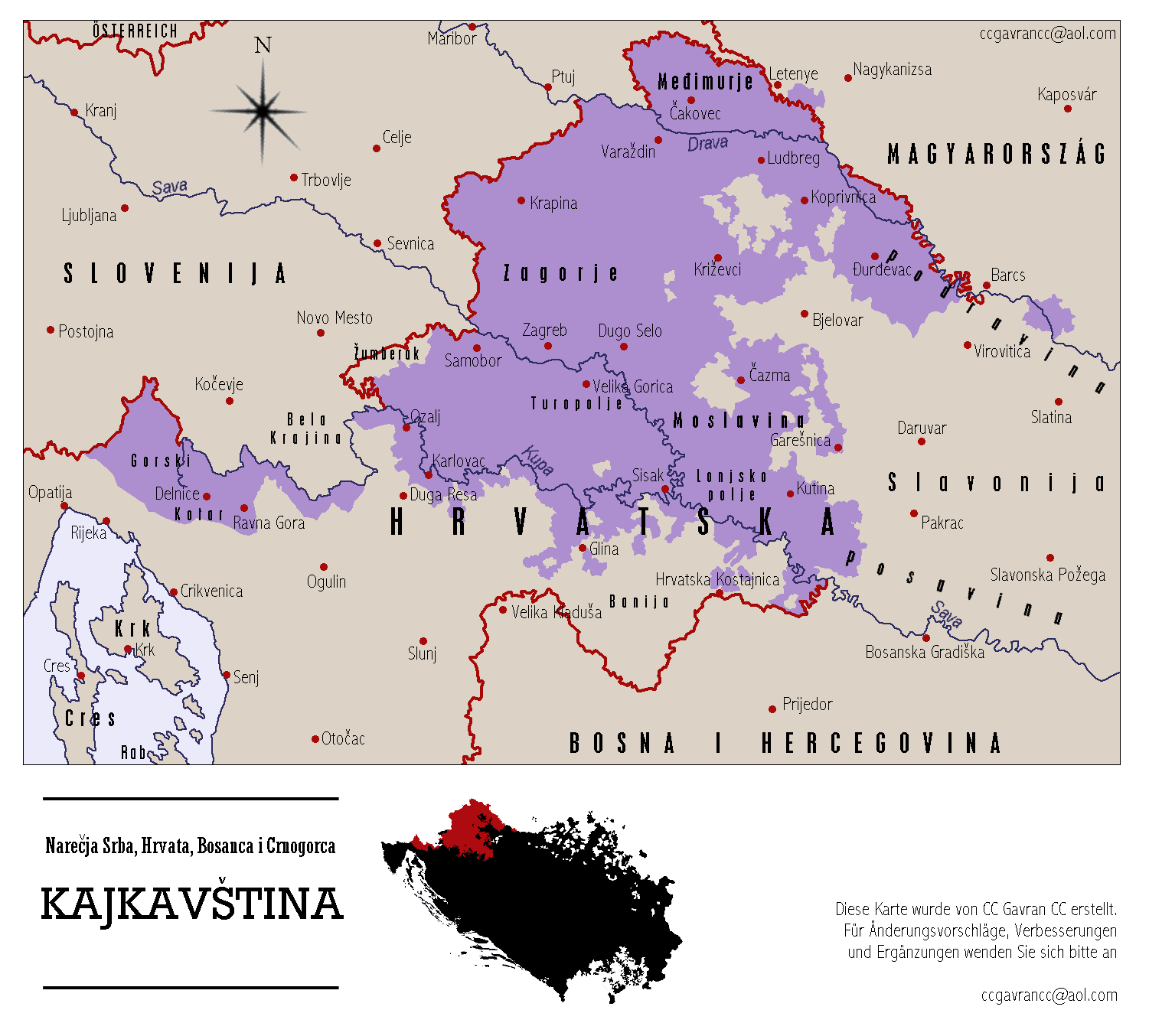
Verbreitung des Kajkavischen

Das Sprachgebiet der kajkavischen Dialekte erstreckt sich von der Kupa im Südwesten bis an die Grenzen Sloweniens und Ungarns im Norden. Im Osten und Süden entspricht die Dialektgrenze des Kajkavischen zum Štokavischen ungefähr der früheren Grenze Zivilkroatiens zur ehemaligen Militärgrenze und zu Slawonien. Entlang dieser Dialektgrenze gibt es auf beiden Seiten Sprachinseln der jeweils anderen Dialektgruppe. Die Dialekte der Region um Karlovac bilden Übergangsdialekte zum Čakavischen, mit dem sie im Südwesten eine kurze gemeinsame Grenze haben. Mit den im Nordwesten angrenzenden östlichen slowenischen Dialekten bildet das Kajkavische ein Dialektkontinuum, das sich erst unter dem Einfluss der unterschiedlichen Standardsprachen in jüngerer Zeit aufzulösen beginnt.
Traditionelle städtische Zentren des kajkavischen Gebietes sind Zagreb und Varaždin. Vor allem in Zagreb wurde der Gebrauch des Kajkavischen jedoch in jüngerer Zeit unter dem Einfluss der Standardsprache und infolge der Zuwanderung aus anderen Landesteilen zurückgedrängt. In ländlichen Gebieten wie dem Hrvatsko Zagorje oder dem Turopolje herrscht das Kajkavische hingegen bis heute vor.
Die Dialekte des Gorski kotar an der kroatisch-slowenischen Grenze nördlich von Rijeka werden in Übersichten über die Dialekte des Kroatischen oder Serbokroatischen oft ebenfalls zum Kajkavischen gezählt, da sie einige Gemeinsamkeiten mit diesem aufweisen, unter anderem auch das Fragewort kaj. Sie haben jedoch keine territoriale Verbindung zu den übrigen kajkavischen Dialekten und sind typologisch und genetisch betrachtet Übergangsdialekte zwischen dem Čakavischen und dem Slowenischen.
Die kroatische Bevölkerung der beiden Ortschaften Hidegség und Fertőhomok südlich des Neusiedler Sees im ungarischen Komitat Győr-Moson-Sopron spricht ebenfalls Kajkavisch. Sie gehören zur Gruppe der in Ungarn lebenden Burgenlandkroaten.

## Sprachbeispiele
- Fragewort Was?
  - kajkavisch Kaj?
  - standardsprachlich Što?
- Was soll ich machen?
  - kajkavisch: Kaj bi trebal napraviti?
  - standardsprachlich Što bih trebao napraviti?
- Sei nicht dumm, Esel.
  - kajkavisch Naj biti bedast, osel jeden.
  - standardsprachlich Nemoj biti glup, magarče jedan.
- Ich habe vorher Brot gegessen.
  - kajkavisch Jel sam malo predi falačec kruha.
  - standardsprachlich Jeo sam malo prije komad kruha.
- Das wird nicht gehen/funktionieren. (Es geht so nicht.)
  - kajkavisch Ne bu (to) išlo.
  - standardsprachlich Ne može tako.
- Bestes Beispiel aus der Region Turopolje: „wird´s heut´noch was...“
  - kajkavisch: Jel bu kaj?
  - standardsprachlich Hoće li biti što?
- Kaj buš ti, bum i ja! (Das was du machst, das mach’ ich auch!)